# メキシカン・スタンドオフ

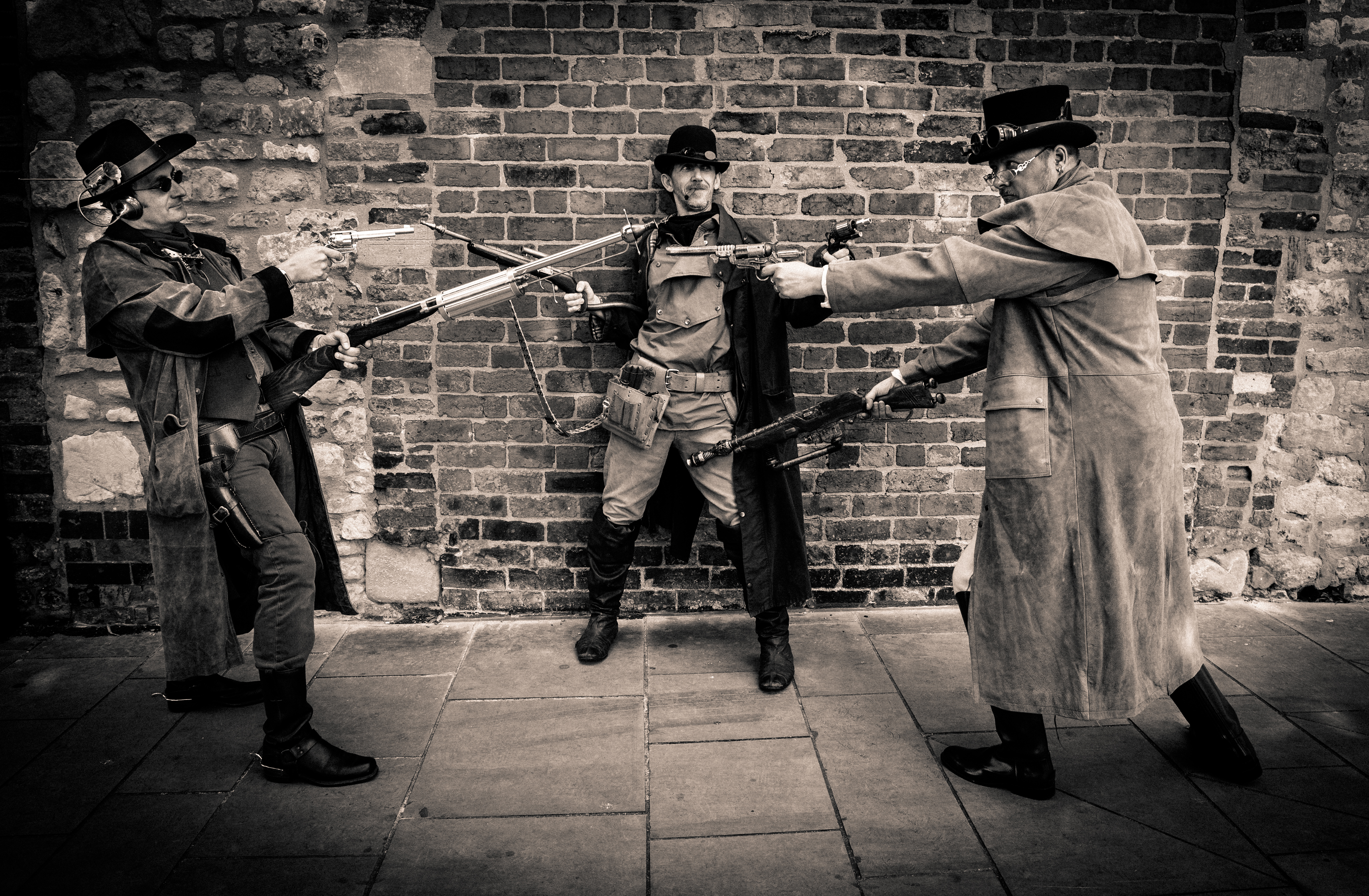
3人の スチームパンク ライブロールプレイヤーたちが、互いに銃を向け合うメキシカン・スタンドオフの例

メキシカン・スタンドオフ（Mexican standoff）とは、互いに武器を向け合ったまま、「自分が攻撃を開始すれば、自分も攻撃されて助からない。かといって、武器を引っ込めればすかさず攻撃される」と考え、誰も動けない状態を指す言葉である。しばしば3人以上の当事者によるものを指す。転じて、膠着状態（deadlock）、行き詰まり（impasse）、「ある衝突における、（しばしば不満足な状態で）勝者と敗者が定かではない結末」といった意味合いを持つ。
要するに、どの当事者も勝利を得ることができる戦略が存在しない対立状況である。 どの当事者も攻撃を開始すると、自らの破滅を招く可能性がある。同時に、当事者は、損失を受けることなく状況から抜け出すこともできない。その結果、すべての当事者は戦略的緊張を維持する必要があり、何らかの外部事象によって事態が動くまで未解決のままとなる。
メキシカン・スタンドオフという言葉は、もともと銃器を使用する際に使われていた言葉で、今でも一般的には、当事者が相手から何らかの脅威を受けている状況を意味している。メキシカン・スタンドオフは、映画の中で繰り返し出てくるお約束表現で、複数の武装した登場人物がお互いに銃を突きつけ合うという状況を指す。ただし、その状況が成立するために「対立には少なくとも3人の当事者が含まれる」というような決定的な要件があるわけではない。

## 語源
この表現は、19世紀末期辺りに使用されるようになった。ケンブリッジ英英辞典では、この言葉はオーストラリアが起源であると根拠不明な説を載せている。他の資料では、起源として19世紀の米墨戦争や戦後のメキシコの盗賊について言及している。
この言葉を引用した最も古い印刷物は、1876年3月19日のメキシコを題材にした短編小説で、アメリカ人がメキシコの盗賊に捕まって、次のように書かれている。
"Go-!" said he sternly then. "We will call it a stand-off, a Mexican stand-off, you lose your money, but you save your life!" —F. Harvey Smith, Sunday Mercury, New York, 1876

## さまざまな使い方
一般的には、「メキシカン・スタンドオフ」という言葉は、どちらの相手も明らかに優位に立っていないように見える対立に対して使われることがある。歴史的には、冷戦時代のソ連とアメリカの核対立、特に1962年のキューバ危機を指す言葉として使われてきた。このような状況を「メキシカン・スタンドオフ」とする重要な要素は、関係者の間で力の均衡が保たれていることである。 特定の当事者が安全にその立場を進めることができないという状況は、すべてのスタンドオフに共通する条件だが、「メキシカン・スタンドオフ」では、どの当事者もその立場から安全に「撤退」する方法さえ持たないため、スタンドオフが事実上永遠に続くことになるという不利益が生じる。
金融業界では、メキシカン・スタンドオフは一般的に、一方が何かを要求し、何らかの譲歩を求めているにもかかわらず、価値のあるものを何も提供していない状況を指すのに使われることもある。相手側が何かの変更に同意する価値がないと判断した場合、彼らは交渉を拒否する。双方がその変更によって利益を得ることができても、その変更に同意するための適切な補償に合意することができず、何も達成されない状況でもある。
メキシカン・スタンドオフでお互いに銃を突きつけ合う場面は、今や映画における常套手段のようになっているが、これは映画のプロット・デバイスとして頻繁に使われてきたことに由来する。セルジオ・レオーネ監督の1966年の西部劇『続・夕陽のガンマン』では、クリント・イーストウッド、リー・ヴァン・クリーフ、イーライ・ウォラックが演じる登場人物たちが、お互いに銃を突きつけて対峙する。
アクション映画のジャンルに大きな影響を与えたと考えられているジョン・ウー監督は、非常に混沌としたアクションシーン、メキシカン・スタンドオフ、スローモーションの多用などで知られている。ウー監督から影響を受けたと公言するクエンティン・タランティーノ監督は、『イングロリアス・バスターズ』（酒場のシーンでは、メタディスカッションを含む複数のメキシカン・スタンドオフが登場する）や『レザボア・ドッグス』のクライマックスシーン（4人の登場人物の間でのスタンドオフが描かれている）などで、メキシカン・スタンドオフのシーンを取り上げている。また、『グランド・セフト・オートV』のミッション「The Wrap Up」でも、メキシカン・スタンドオフが重要な位置を占めている。このミッションでは、主人公のマイケル・デ・サンタと捜査機関「FIB」の会合が、FIB、諜報機関「IAA」、民間軍事会社「メリーウェザー」のエージェントによる4者間の全面的な戦闘に急速に発展する。2016年に公開されたアントワン・フークア監督の『マグニフィセント・セブン』では、クリス・プラット演じる主人公が、銃のない状況を以下のようにメキシカン・スタンドオフに例えている。“So, seems we have ourselves a Mexican standoff, only between an Irishman and a Baptist, and I’m not sure how that ends.”